# Grande Arquiteto do Universo
O Grande Arquiteto do Universo (abreviado como G.A.D.U. ou GADU), segundo algumas religiões e sistemas de crenças, seria o principal Criador do universo, principalmente do mundo material (demiurgo) independente de uma crença ou religião específica.

## Conceito cristão
O conceito de Deus como o Grande Arquiteto do Universo tem sido empregado muitas vezes no cristianismo. Ilustrações de Deus como o arquiteto do universo podem ser encontradas em Bíblias desde a Idade Média e regularmente empregadas pelos apologistas e professores cristãos.
Teólogos cristãos como Tomás de Aquino sustentam que existe um Grande Arquiteto do Universo, a Primeira Causa, e que este é Deus. Os comentadores de Aquino, como Stephen Richards, têm apontado que a afirmação de que o Grande Arquiteto do Universo é o Deus cristão não é evidente, com base somente na teologia natural, mas requer adicionalmente de um "salto de fé" baseado na revelação da Bíblia.
João Calvino, em sua obra Institutas da Religião Cristã (1536), chama repetidamente o Deus cristão de "O Arquiteto do Universo", também se referindo aos seus trabalhos como "Arquitetura de Universo", e em seu comentário sobre o Salmo 18 (19 nas Bíblias católicas), refere-se a Deus como o "Grande Arquiteto" ou "Arquiteto do Universo".

## Conceito maçônico

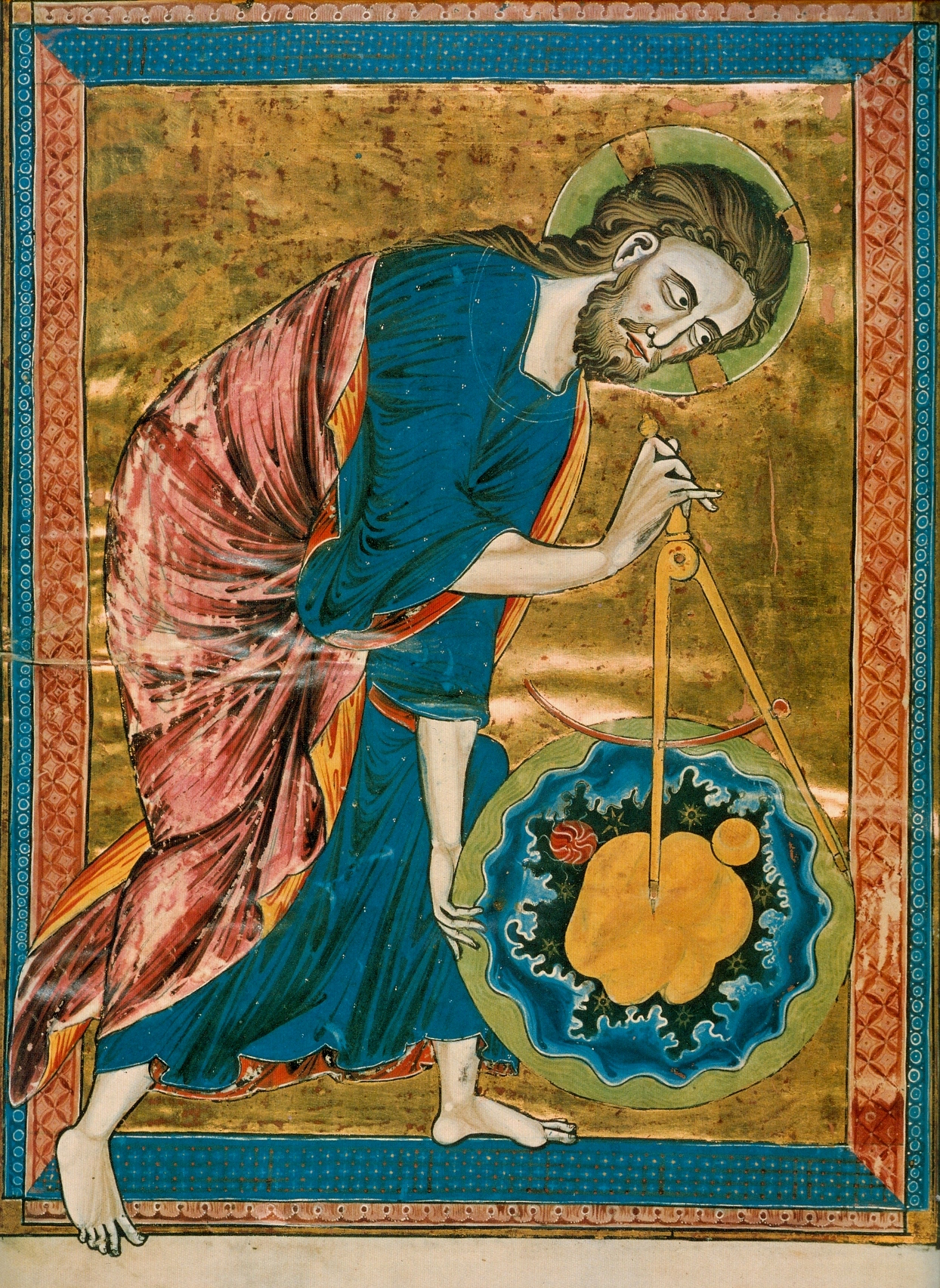
A Ciência, e em particular a Geometria e Astronomia, era ligada diretamente ao divino para a maioria dos estudiosos medievais. Desde que Deus criou o universo a partir de princípios geométricos e harmônicos, para buscar estes princípios bastava portanto, buscar e adorar a Deus.

O conceito do "Grande Arquiteto do Universo' está além de qualquer credo religioso, respeitando toda a sua pluralidade. A crença num Ser Supremo é ponto indiscutível para que se possa ser iniciado na maçonaria regular, uma realidade filosófica mas não um ponto doutrinal.
Afirmando-se como uma escola de filosofia, moral e bons costumes, e não como uma religião, a maçonaria não pretende concorrer com outras religiões. Permite aos seus iniciados a crença em qualquer uma das religiões existentes, exigindo apenas a crença num Ser superior, Criador de tudo e de todos, que o candidato já acreditasse antes mesmo de considerar a possibilidade de vir a ser um maçom. Assim, Grande Arquiteto do Universo ou G.A.D.U. é uma designação maçônica para uma força ou entidade superior, criadora de tudo o que existe. Com esta abordagem, não se faz referência a uma ou outra religião ou crença em específico, permitindo que maçons, sejam eles muçulmanos, católicos, budistas, espíritas e outros, por exemplo, se reúnam numa mesma loja maçônica. Para um maçom de origem muçulmana se referiria a Alá, para outro de origem católica, seria Javé, e de qualquer forma significaria Deus. Assim as reuniões em loja podem congregar irmãos de diversas crenças, sem invadir ou questionar seus conteúdos. A atividade da maçonaria em relação ao Grande Arquiteto do Universo ou G.A.D.U., envolve estudos filosóficos e não proselitismo.

## Conceito hermético
O Grande Arquiteto também pode ser uma metáfora aludindo à potencialidade divina de cada indivíduo. "(Deus) … Esse poder invisível que todos sabemos existir, mas entendida por muitos nomes diferentes, tais como Deus, o Espírito, o Ser Supremo, a Inteligência, Mente, Energia, Natureza e assim por diante." Na Tradição Hermética, cada pessoa tem o potencial de tornar-se Deus, esta ideia ou conceito de Deus é percebido como interno e não externo. O Grande Arquiteto é também uma alusão ao universo criado pelo observador. Nós criamos nossa própria realidade, por isso nós somos o arquiteto. Outra forma seria a de dizer que a mente é o construtor.

## Conceito gnóstico
O conceito de Grande Arquiteto do Universo ocorre na Gnose ou Gnosticismo. O Demiurgo é o Grande Arquiteto do Universo, o Deus do Antigo Testamento, estando em oposição a Cristo e a Sophia, mensageiros da Gnose (Gnosis) do Verdadeiro Deus. A partir do Grande Arquiteto emanam uma série de æons (éons), que gradualmente edificam o Universo. Para os Ebionitas, por exemplo, o Grande Arquiteto é a fonte e o recipiente de todas as coisas, enquanto Rabba Mana, o Grande Espírito, é responsável pela geração da primeira vida.